# Ugo Liberatore
Ugo Liberatore (San Valentino in Abruzzo Citeriore, 26 settembre 1927 – Pescara, 21 gennaio 2012) è stato un regista e sceneggiatore italiano.

## Biografia
Debutta nel mondo del cinema come sceneggiatore, poi come regista. 

## Filmografia

### Regista
- Il sesso degli angeli (1968)
- Bora Bora (1968)
- Lovemaker - L'uomo per fare l'amore (1969)
- Alba pagana (1970)
- Incontro d'amore (1970)
- Noa Noa (1974)
- Nero veneziano (1978)

### Sceneggiatore
- I cosacchi, regia di Viktor Tourjansky e Giorgio Venturini (1960)
- L'ultimo zar, regia di Pierre Chenal (1960)
- Il mulino delle donne di pietra, regia di Giorgio Ferroni (1960)
- La donna dei faraoni, regia di Viktor Tourjansky (1960)
- La moglie di mio marito, regia di Antonio Román (1961)
- Antinea, l'amante della città sepolta, regia di Giuseppe Masini ed Edgar G. Ulmer (1961)
- La guerra di Troia, regia di Giorgio Ferroni (1961)
- Totò contro Maciste, regia di Fernando Cerchio (1962)
- L'isola di Arturo, regia di Damiano Damiani (1962)
- Col ferro e col fuoco, regia di Fernando Cerchio (1962)
- L'eroe di Sparta, regia di Rudolph Maté (1962)
- La leggenda di Enea, regia di Giorgio Venturini (1962)
- Rocambole, regia di Bernard Borderie (1963)
- La rimpatriata, regia di Damiano Damiani (1963)
- Il mondo di notte n° 3, regia di Gianni Proia (1963)
- La corruzione, regia di Mauro Bolognini (1963)
- La noia, regia di Damiano Damiani (1963)
- I pirati della Malesia, regia di Umberto Lenzi (1964)
- Gli amanti latini, episodio Il telefono consolatore, regia di Mario Costa (1965)
- Hercules and the Princess of Troy – film TV (1965)
- Gli uomini dal passo pesante, regia di Albert Band e Mario Sequi (1965)
- Per un dollaro di gloria, regia di Fernando Cerchio (1966)
- Una vergine per il principe, regia di Pasquale Festa Campanile (1966)
- La strada sbagliata, regia di Daniel Petrie (1966)
- La strega in amore, regia di Damiano Damiani (1966)
- I crudeli, regia di Sergio Corbucci (1967)
- La cintura di castità, regia di Pasquale Festa Campanile (1967)
- Il sesso degli angeli, regia di Ugo Liberatore (1968)
- Un minuto per pregare, un istante per morire, regia di Franco Giraldi (1968)
- Bora Bora, regia di Ugo Liberatore (1968)
- Lovemaker - L'uomo per fare l'amore, regia di Ugo Liberatore (1969)
- Alba pagana, regia di Ugo Liberatore (1970)
- Incontro d'amore, regia di Paolo Heusch, Usmar Ismail e Ugo Liberatore (1970)
- Imputazione di omicidio per uno studente, regia di Mauro Bolognini (1972)
- Tony Arzenta (Big Guns), regia di Duccio Tessari (1973)
- Noa Noa, regia di Ugo Liberatore (1974)
- Di mamma non ce n'è una sola, regia di Alfredo Giannetti (1974)
- Nero veneziano, regia di Ugo Liberatore (1978)
- Professor Kranz tedesco di Germania, regia di Luciano Salce (1978)
- Senza buccia, regia di Marcello Aliprandi (1979)
- La gatta da pelare, regia di Pippo Franco (1981)
- Cenerentola '80, regia di Roberto Malenotti (1984)
- Windsurf - Il vento nelle mani, regia di Claudio Risi (1984)
- Aeroporto internazionale – serie TV (1985)
- Caccia al ladro d'autore – serie TV, 6 episodi (1985-1986)
- Lo scialo – miniserie TV, 3 episodi (1987)
- Morte a contratto – film TV (1993)